# Vương quốc Thaton
Vương quốc Thaton, Suwarnabhumi hoặc Thuwunnabumi (tiếng Miến Điện: သထုံခေတ်, [θətʰòʊɰ̃ kʰɪʔ] hoặc သုဝဏ္ဏဘူမိm, [θṵwəna̰ bʊ̀mḭ]) là một vương quốc của người Môn, được cho là đã tồn tại ở Hạ Miến ít nhất từ thế kỷ thứ 4 trước Công nguyên đến giữa thế kỷ thứ 11 sau Công nguyên. Một trong nhiều vương quốc của người Môn ở Hạ Miến và Thái Lan ngày nay, về cơ bản đây là một thị quốc có trung tâm là thành phố Thaton.:63,77 Vương quốc Thaton có quan hệ mậu dịch trực tiếp với Nam Ấn Độ và Sri Lanka, đồng thời trở thành một trung tâm chính của Phật giáo Thượng tọa bộ ở Đông Nam Á. Giống như các vương quốc Môn khác, Thaton phải đối mặt với sự xâm lấn dần dần của Đế quốc Khmer. Nhưng chính Vương quốc Pagan từ phía bắc đã chinh phục vương quốc huyền thoại vào năm 1057.

## Tên gọi
Lịch sử truyền thống của người Môn cho rằng vương quốc được gọi là Suvannabhumi (tiếng Miến Điện: သုဝဏ္ဏဘူမိ), một cái tên cũng được tuyên bố bởi Hạ Thái Lan, và nó được thành lập vào thời của Đức Phật vào thế kỷ thứ 6 trước Công nguyên. Thaton là tên tiếng Miến Điện của Sadhuim trong tiếng Môn, từ Sudhammapura trong tiếng Pali, vốn có gốc là Sudharma, nơi tụ họp của các vị thần.

## Lịch sử
Theo lịch sử của người Môn, Vương quốc Thaton được thành lập vào thời Đức Phật và được cai trị bởi một triều đại gồm 59 vị vua. Họ cũng khẳng định rằng một nhóm người tị nạn chính trị đã thành lập thành phố Pegu (Bago) vào năm 573. Nhưng vương quốc lịch sử này có lẽ đã tồn tại vào khoảng thế kỷ thứ 9, sau khi người Môn nhập cư vào Hạ Miến từ miền bắc Thái Lan hiện đại. Sách Lịch sử Miến Điện của GE Harvey, trích dẫn Shwemawdaw Thamaing, cho biết năm thành lập Pegu là 825; mặc dù ngay cả mốc thời gian đó vẫn chưa được kiểm chứng. Thật vậy, lần đầu tiên Pegu được đề cập là năm 1266, bằng tiếng Miến Điện Cổ.
Các văn bản lịch sử được khôi phục của người Miến và người Môn cho rằng Thaton đã bị Vương quốc Pagan từ Thượng Miến tràn vào năm 1057.:149  Vua Anawrahta, sau khi được một tu sĩ người Môn, Shin Arahan, chuyển sang Phật giáo Nguyên thủy, được cho là đã thỉnh cầu kinh điển Phật giáo Nguyên thủy từ vua Manuha của Thaton. Sự từ chối của vua Môn đã được Anawrahta sử dụng như một cái cớ để xâm lược và chinh phục vương quốc Môn, nơi có truyền thống văn học và tôn giáo đã giúp hình thành nên nền văn minh Pagan sơ khai. Theo biên niên sử, vua Manuha của Thaton đã đầu hàng sau cuộc bao vây thành phố kéo dài 3 tháng bởi lực lượng Pagan vào ngày 17 tháng 5 năm 1057 (419 ME). Trong khoảng thời gian từ năm 1050 đến khoảng năm 1085, các thợ thủ công và nghệ nhân người Môn được cho là đã giúp xây dựng khoảng hai nghìn công trình kỷ niệm tại Pagan, phần còn lại của chúng ngày nay có thể sánh ngang với vẻ huy hoàng của Angkor Wat. Chữ Môn là nguồn gốc của bảng chữ cái Miến Điện, với bằng chứng sớm nhất có từ năm 1058, một năm sau cuộc chinh phục Thaton.
Có một số địa điểm khảo cổ được cho là thuộc về Vương quốc Tahton. Thành phố Suvarnabhumi ở thị trấn Bilin là một trong những địa điểm như vậy với công việc khai quật còn hạn chế. Địa điểm này, được các nhà khảo cổ học khác gọi là Thành phố cổ Winka, có 40 khu đất cao trong đó chỉ có 4 khu được khai quật. Địa điểm Winka, cùng với các địa điểm có tường bao quanh như Kyaikkatha và Kelasa, đã có niên đại sớm nhất là vào thế kỷ thứ sáu. Trong khi công tác khảo cổ học của các địa điểm Hạ Miến cổ đòi hỏi nhiều công sức hơn, các trung tâm đô thị khác ở Myanmar như Vương quốc Sri Ksetra ở Pyay ngày nay đã theo đạo Phật ngay từ thế kỷ thứ 5.
Tuy nhiên, một số nghiên cứu hiện đại đã lập luận rằng ảnh hưởng của người Môn đối với khu vực nội địa sau cuộc chinh phục của Anawrahta là một truyền thuyết hậu Pagan được phóng đại quá mức, rằng Hạ Miến trên thực tế đã thiếu một chính thể độc lập đáng kể trước khi Pagan bành trướng. Có thể trong thời kỳ này, sự lắng đọng của đồng bằng châu thổ—hiện kéo dài đường bờ biển thêm ba dặm một thế kỷ—vẫn chưa đủ, và biển vẫn tiến quá sâu vào đất liền. Bất kể tình trạng của đường bờ biển như thế nào, tất cả các học giả đều chấp nhận rằng trong thế kỷ 11, Pagan đã thiết lập quyền lực của mình ở Hạ Miến và cuộc chinh phục này đã tạo điều kiện cho sự trao đổi văn hóa ngày càng tăng, nếu không phải với người Môn địa phương, thì với Ấn Độ và với thành trì Phật giáo Nguyên thủy Sri Lanka. Từ quan điểm địa chính trị, cuộc chinh phục Thaton của Anawrahta đã cản bước tiến của quân Khmer ở bờ biển Tenasserim.

## Danh sách vua Thaton
Theo biên niên sử Môn, Vương quốc Thaton có một dòng gồm 59 vị vua bắt đầu từ thời Đức Phật.